# Pieter van Vollenhoven

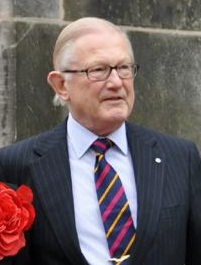
Pieter van Vollenhoven (2011)

Pieter van Vollenhoven Jr. (* 30. April 1939 in Schiedam) ist ein niederländischer Jurist, Professor an der Universität Twente und Gatte von Margriet von Oranien-Nassau. Dadurch ist er seit 1967 Mitglied des niederländischen Königshauses.

## Leben und Familie
Van Vollenhoven wurde 1939 in Schiedam geboren und ist der zweite Sohn von Pieter van Vollenhoven Sr. (1897–1977) und seiner Frau Jacoba Gijsbertha Stuylingh de Lange (1906–1983). Sein Bruder, Willem Jan van Vollenhoven, starb im Jahr 2006. Die Familien van Vollenhoven und Stuylingh de Lange gehören dem Nederland's Patriciaat an. Er besuchte eine Sekundarschule in Rotterdam und studierte anschließend Rechtswissenschaften an der Universität Leiden. Der Niederländer schloss sein Studium 1965 ab und arbeitete anschließend als Rechtsreferent beim niederländischen Staatsrat. Im Jahr 1966 leistete er seinen Militärdienst bei den Königlichen Luftstreitkräften der Niederlande und erwarb im darauf folgenden Jahr eine Militärpilotenlizenz. Van Vollenhoven heiratete am 10. Januar 1967 in der St. Jakobskirche in Den Haag Prinzessin Margriet der Niederlande. Damit war er das erste Mitglied des niederländischen Königshauses, das nicht von adliger Abstammung war, sondern ein Bürgerlicher. Durch die Heirat erhielt er keine königlichen Titel und wird daher formell als „Herr Van Vollenhoven“ oder mit seinem Berufstitel „Professor Van Vollenhoven“ angesprochen.
Das Paar zog in das Haus Het Loo, in der Nähe des Palastes Het Loo. Das Paar bekam vier Söhne
- Prinz Maurits von Oranien-Nassau, van Vollenhoven (geboren am 17. April 1968)
- Prinz Bernhard von Oranien-Nassau, van Vollenhoven (geboren am 25. Dezember 1969)
- Prinz Pieter-Christiaan von Oranien-Nassau, van Vollenhoven (geboren am 22. März 1972)
- Prinz Floris von Oranien-Nassau, van Vollenhoven (geboren am 10. April 1975)

Den deutschen Hausnamen Lippe-Biesterfeld tragen die Kinder von Prinz Maurits (also Van Lippe-Biesterfeld, van Vollenhoven); seine anderen (Enkel-)Kinder heißen Van Vollenhoven. Im Mai 2017 wurde bei Van Vollenhoven ein Melanom, eine häufige Form von Hautkrebs, diagnostiziert. Er ließ es im Niederländischen Krebsinstitut in Amsterdam entfernen. Im November desselben Jahres wurde bei ihm ein weiteres Melanom diagnostiziert, das ebenfalls entfernt wurde.

## Tätigkeiten
Van Vollenhoven ist in den Niederlanden vor allem als Vorsitzender der niederländischen Sicherheitsbehörde bekannt, von der er im Februar 2011 zurücktrat. Ursprünglich wurde er von Tjerk Westerterp zum Vorsitzenden des Ausschusses für die Sicherheit im Straßenverkehr und des Ausschusses für Eisenbahnunfälle ernannt. Nach den Katastrophen von Bijlmer und Hercules wurde in den Niederlanden der Bedarf an einem einzigen Gremium zur Untersuchung aller verkehrsrelevanten Vorfälle erkannt. Es wurde der Rat für Verkehrssicherheit (Raad voor de Transportveiligheid) gegründet, der die früheren Ausschüsse für Verkehrssicherheit im Straßenverkehr und für Eisenbahnunfälle zusammenfasste und dessen Vorsitzender Van Vollenhoven ebenfalls war. Van Vollenhoven war jedoch der Ansicht, dass das Land ein einziges Gremium haben sollte, das sich mit allen sicherheitsrelevanten Fragen befasst. Durch seine Lobbyarbeit konnte er die Regierung schließlich davon überzeugen, den Verkehrssicherheitsrat in ein allgemeines Sicherheitsgremium umzuwandeln, dessen erster Vorsitzender Van Vollenhoven geworden ist. Aufgrund seiner Fachkenntnisse auf diesem Gebiet ernannte die Universität Twente Van Vollenhoven am 1. Oktober 2005 zum Professor. Er hat den Lehrstuhl für Politikforschung inne, der ein Teilbereich der Gruppe Risikomanagement ist. Am 28. April 2006 hielt er eine Rede und forderte damals die Einsetzung eines Ministers für Sicherheit. 1989 ergriff Van Vollenhoven die Initiative zur Gründung des niederländischen Fonds zur Unterstützung von Opfern, dessen Vorsitzender er auch ist. Außerdem ist er Vorsitzender des Nationaal Groenfonds, des Nationalen Restaurationsfonds und der Society, Safety and Police Association sowie des International Transport Safety Board. Er ist Mitglied des Europäischen Rates für Verkehrssicherheit. Weiterhin trat er als Pianist im Duo und Trio mit Louis van Dijk auf.